# Velika Trnava
Velika Trnava je naselje u Republici Hrvatskoj, u sastavu općine Hercegovac, Bjelovarsko-bilogorska županija.

## Stanovništvo
Prema popisu stanovništva iz 2001. godine, naselje je imalo 337 stanovnika te 106 obiteljskih kućanstava.
| broj stanovnika | 637   | 603   | 594   | 646   | 660   | 608   | 627   | 619   | 581   | 576   | 530   | 479   | 412   | 401   | 337   | 298   | 247   |
|                 | 1857. | 1869. | 1880. | 1890. | 1900. | 1910. | 1921. | 1931. | 1948. | 1953. | 1961. | 1971. | 1981. | 1991. | 2001. | 2011. | 2021. |

## Poznate osobe
- Ivo Robić – pjevač, rođen u Velikoj Trnavi iako je i sam za života govorio da je rodom iz Garešnice.
- Ivan Dončević – pjesnik, (1909. – 1982.)
- Dragica Cvek – Jordan – akademska slikarica (1937.)
- Slavko Crnjak - ekonomist